# Prkovci
Prkovci är en ort i Kroatien.   Den ligger i länet Srijem, i den östra delen av landet, 220 km öster om huvudstaden Zagreb. Prkovci ligger 81 meter över havet och antalet invånare är 549.
Terrängen runt Prkovci är mycket platt. Runt Prkovci är det ganska tätbefolkat, med 80 invånare per kvadratkilometer. Närmaste större samhälle är Vinkovci, 17,3 km nordost om Prkovci. I omgivningarna runt Prkovci växer i huvudsak blandskog.